# Vzokan americký
Vzokan americký (Triaeris stenaspis) či skleníkový je velmi malý pavouk z čeledi vzokanovití (Oonopidae). Tento původem pantropický druh byl nalezen na některých místech v Evropě i v České republice, především ve sklenících mimo volnou přírodu. Jako jeden z mála druhů pavouků se dokáže rozmnožovat partenogeneticky, tedy bez přítomnosti samce.

## Popis
Samice dosahuje délky okolo 1,8 mm, samec tohoto druhu nebyl nikdy nalezen. Pavouk je v mládí zbarven světle, dospělci jsou světle oranžoví až červenohnědí; od ostatních vzokanovitých vyskytujících se ve střední Evropě se druh odlišuje přítomností štítků (scutum) na opisthosomu, přičemž dorzální scutum zabírá nejméně 3/4 délky zadečku a je mnohem větší než ventrální scutum. Nohy jsou světle oranžové, s dlouhým kolenem, jež má 3 páry trnů na prvním páru nohou. Na holeni prvního párů nohou má pak dalších 5 párů trnů, metatarsus prvního páru je bez trnů. Pavouk má šest očí. Genitálie jsou velmi složité a zabírají podstatnou část těla samice.

## Rozšíření a stanoviště
Podle Normana Platnicka vzokan skleníkový pravděpodobně pochází ze západní Afriky, odkud se dostal do USA a poté byl jako nepůvodní druh zavlečen do Venezuely a Západní Indie. Může se ale jednat i o původní středoamerický druh pavouka. Poprvé byl popsán Eugènem Simonem v roce 1892 na karibském ostrově Svatý Vincenc. O čtyři roky později Simon objevil tento druh i v Evropě, a to ve sklenících Jardin des plantes v Paříži, a v roce 1909 se pavouk vyskytl v Irsku. Od té doby je druh opakovaně nalézán v evropských sklenících, oranžériích a motýláriích, a to ve Velké Británii, Francii, Finsku, Polsku, na Slovensku, v Rakousku, Švýcarsku a České republice.
Mimo Evropu se vyskytuje v Severní, Střední a Jižní Americe, v Karibiku, Íránu, Tchaj-wanu, Austrálii a na tichomořských ostrovech.
Ve volné přírodě žije v opadové vrstvě deštných pralesů. V Brazílii, kde je pavouk pokládán za invazivní druh, byl ale při sběru nalezen i v jeskyních a ve velmi hojném počtu na pozemcích městských parků.

## Lov a potrava
Dle výzkumu proběhlého v Botanické zahradě Přírodovědecké fakulty Masarykovy univerzity v Brně a názorů Bonalda A. Brescovita se předpokládá, že se vzokan skleníkový ve svém přirozeném prostředí specializuje na aktivní lov bezobratlých žijících v půdě či opadance, především chvostoskoků. Při pozorování způsobu života druhu v nepůvodním prostředí totiž pavouk nestavěl sítě pro odchyt kořisti, ale přiblížil se k ní, zaútočil a vstříknul do ní jed, který oběť během několika sekund znehybnil. Tímto způsobem byl schopen ulovit až dvakrát větší kořist, než byl on sám.

## Rozmnožování
Vzhledem k absenci samců (kteří nebyli nalezeni ani při rozsáhlých terénních průzkumech ve volné přírodě) se předpokládá, že se druh rozmnožuje výhradně partenogenezí. Plně vyvinuté kopulační orgány samic však naznačují možnost, že k reprodukci pomocí partenogeneze může docházet pouze v geograficky izolovaných populacích mimo původní stanoviště.
Během desetiměsíčního experimentu na Masarykově univerzitě bylo odebráno ze skleníku v tamní Botanické zahradě několik samic, z jejichž vajíček se vylíhlo necelých sedm desítek pavouků, kteří žili v oddělených nádobách až do své smrti, tj. v průměru 182 dnů, a před dosažením dospělosti absolvovali tři svlékání. Ze všech pavouků se vyvinuly samice, a navzdory tomu, že byli jedinci celý život izolováni, začali všichni klást vajíčka přibližně dva týdny po posledním svléknutí. Každá snůška se skládala ze dvou vajec uzavřených v kruhovitém narůžovělém kokonu, a průměrně každá samice za svého života nakladla 27,4 vajíček.

## Podobné druhy
- vzokan domácí (Tapinesthis inermis)